# KF Trepça'89
KF Trepça'89 (Klubi Futbollistik Trepça'89) er en fodboldklub fra Mitrovica, Kosovo. Klubben blev etableret i 1989 som Minatori '89 af en gruppe spillere fra FK Trepča Kosovska Mitrovica. Klubbens lokale rivaler er KF Trepça, som også kommer fra byen Mitrovica. KF Trepça'89 spiller i Kosovar Superliga.

## Hæder

### Landsturnering
Kosovar Superliga
- Mestre (1): 2016–17
- Toere (5): 2001–02, 2004–05, 2011–12, 2012–13, 2013–14,

Liga e Parë
- Mestre(1): 2009–10

### Pokalturnering
Kosovar Cup
- Mestre (1): 2011–12
- Toere (2): 2007–08, 2014–15

## Resultater fra Europæisk fodbold
| Sæson   | Turnering             | Runde | Klub          | Hjemme | Ude | Sammenlagt |
| ------- | --------------------- | ----- | ------------- | ------ | --- | ---------- |
| 2017–18 | UEFA Champions League | 1K    | Víkingur Gøta | 1-4    | 1–2 | 2-6        |

KF Trepça'89 deltager for første gang i UEFA Champions League i 2017–18 sæsonen, hvor de spiller i den første indledende runde. Trepça'89 skulle spille deres første kamp i Champions League mod den færøske klub Víkingur Gøta, som også havde deres debut i Champions League.